# عاكر

تعديل مصدري - تعديل

عاكر هي إحدى حارات حي يريم بمدينة يريم أحد مدن محافظة إب، بلغ تعداد سكانها 209 نسمة حسب تعداد اليمن لعام 2004.